# Bukvattensot
Bukvattensot är en sjukdom som drabbar fiskar och orsakas av levande patogener, framförallt bakterier och flagellater, där de vanligaste bakterierna tillhör släktena Aeromonas och Pseudomonas.
Sjukdomen brukar förlöpa i fyra stadier. Det börjar med att fisken inte äter. Den brukar ta in mat men sedan spotta ut den. Därefter ser du ut som om fisken hostar. Dess avföring blir ofta vit och trådaktig. Slutstadiet är nått när njurarna inte längre kan utsöndra vätska. Överskottsvätskan samlas därför i ögonen och i buken på fisken som därför får fjällresning.